# ブリジストン・アリーナ
もしかして
- ブリヂストン・アリーナ

ではありませんか？